# Lone Rock (Wisconsin)
Pour les articles homonymes, voir Lone Rock.
Lone Rock est un village du comté de Richland, dans l'État du Wisconsin, aux États-Unis. En 2020, il comptait une population de 829 habitants.